# Elizabeth Ann de Massy
Isabel Ana de Massy (Noghès) (Mónaco, 13 de enero de 1947 - Mónaco, 10 de junio de 2020) fue una aristócrata nacida de la princesa Antonieta de Mónaco, baronesa de Massy, y  de Alejandro Athenase Noghés, con quien contrajo matrimonio posteriormente. Fue la prima hermana del príncipe reinante Alberto II de Mónaco y sobrina carnal de Raniero III de Mónaco. Aunque nació fuera del matrimonio, sus padres se casaron en 1951, legitimándola, y de este modo ubicándola en la línea de sucesión al trono. Isabel Ana tenía la potestad de poder representar en actos oficiales al Príncipe Soberano de Mónaco.

## Biografía
Fue la mayor de sus tres hermanos; los otros son: Cristián Luis (nacido en 1949) y Cristina Alix (1951-1989). Los tres hermanos fueron damas y paje de honor en el enlace religioso de su tío Raniero con Grace Kelly.
Isabel Ana contrajo matrimonio en dos ocasiones. Se casó en primeras nupcias en Mónaco el 19 de enero de 1974, divorciándose el 30 de octubre de 1980, con el barón Bernardo Alejandro Taubert-Natta (Ginebra, 2 de julio de 1941-ibidem, 13 de abril de 1989). Tuvieron un hijo:
- Juan Leonardo Taubert-Natta de Massy (nacido en Ginebra, el 3 de junio de 1974). Es ahijado del príncipe Alberto. Contrajo matrimonio en Mónaco el 25 de abril de 2009 con Susana Chrimes. Tienen un hijo, Melchor.

Se casó en segundas nupcias en Londres el 18 de octubre de 1984 con el coreógrafo de ballet Nicolás Vladimir Costello (también nombrado de Lusignan) (nacido en Lees, Essex, el 24 de diciembre de 1943). La novia se encontraba embarazada. Se divorciaron el 28 de marzo de 1985. Tuvieron una hija:
- Melania Antonieta Costello de Massy (nacida en Mónaco, el 18 de enero de 1985).

Fue muy conocida por su trabajos de caridad en Mónaco. Además, presidió la Federación Monegasca de Tenis y del Monte Carlo Country Club. También fue presidenta de la Sociedad Protectora de Animales y Refugio y de la Sociedad Canina, ambas del Principado, desde el fallecimiento de su madre.
Fue la madrina de bautismo de la princesa Estefanía de Mónaco, su prima hermana. En algunas ocasiones representaba al Príncipe de Mónaco en actos oficiales.

## Patronazgos
- Vicepresidenta de la Sociedad Protectora de Animales y Refugio de Mónaco (1984).
- Vicepresidenta de la Sociedad Canina de Mónaco (1985).
- Vicepresidenta de las “Entrevistas sobre Medicamentos Energéticos en Mónaco” (1988), que más tarde serían las “Entrevistas Internacionales en Mónaco” (1989).
- Presidenta de la Federación Monegasca de Tenis (1992).
- Presidenta del Monte Carlo Country Club (2008).[6]

## Distinciones honoríficas
Nacionales
- Medalla de Segunda Clase por la Educación Física y los Deportes (18 de noviembre de 1983).[5]
- Dama Gran Cruz de la Orden de San Carlos (17 de noviembre de 1995).
- Medalla de Primera Clase por la Educación Física y los Deportes (18 de noviembre de 1999).[5]
- Comendadora de la Orden de Grimaldi (17 de noviembre de 2009).[5]

## Ancestros
|  |                                                       |  |  |  |  |  |  |  |  |  |  |  |  |  |  |  |
|  | 8. Alexandre Noghès                                   |  |  |  |  |  |  |  |  |  |  |  |  |  |  |  |
|  |                                                       |  |  |  |  |  |  |  |  |  |  |  |  |  |  |  |
|  |                                                       |  |  |  |  |  |  |  |  |  |  |  |  |  |  |  |
|  | 17. Joséphine Blanchi                                 |  |  |  |  |  |  |  |  |  |  |  |  |  |  |  |
|  |                                                       |  |  |  |  |  |  |  |  |  |  |  |  |  |  |  |
|  |                                                       |  |  |  |  |  |  |  |  |  |  |  |  |  |  |  |
|  | 4. Antony Noghès                                      |  |  |  |  |  |  |  |  |  |  |  |  |  |  |  |
|  |                                                       |  |  |  |  |  |  |  |  |  |  |  |  |  |  |  |
|  |                                                       |  |  |  |  |  |  |  |  |  |  |  |  |  |  |  |
|  | 2. Alexandre-Athenase Noghès                          |  |  |  |  |  |  |  |  |  |  |  |  |  |  |  |
|  |                                                       |  |  |  |  |  |  |  |  |  |  |  |  |  |  |  |
|  |                                                       |  |  |  |  |  |  |  |  |  |  |  |  |  |  |  |
|  | 5. Marie Markellos-Petsalis                           |  |  |  |  |  |  |  |  |  |  |  |  |  |  |  |
|  |                                                       |  |  |  |  |  |  |  |  |  |  |  |  |  |  |  |
|  |                                                       |  |  |  |  |  |  |  |  |  |  |  |  |  |  |  |
|  | 1. Elizabeth Ann de Massy                             |  |  |  |  |  |  |  |  |  |  |  |  |  |  |  |
|  |                                                       |  |  |  |  |  |  |  |  |  |  |  |  |  |  |  |
|  |                                                       |  |  |  |  |  |  |  |  |  |  |  |  |  |  |  |
|  | 24. Conde Carlos María de Polignac                    |  |  |  |  |  |  |  |  |  |  |  |  |  |  |  |
|  |                                                       |  |  |  |  |  |  |  |  |  |  |  |  |  |  |  |
|  |                                                       |  |  |  |  |  |  |  |  |  |  |  |  |  |  |  |
|  | 12. Conde Majencio Melchor de Polignac                |  |  |  |  |  |  |  |  |  |  |  |  |  |  |  |
|  |                                                       |  |  |  |  |  |  |  |  |  |  |  |  |  |  |  |
|  |                                                       |  |  |  |  |  |  |  |  |  |  |  |  |  |  |  |
|  | 25. Caroline Joséphine Le Normand de Morando          |  |  |  |  |  |  |  |  |  |  |  |  |  |  |  |
|  |                                                       |  |  |  |  |  |  |  |  |  |  |  |  |  |  |  |
|  |                                                       |  |  |  |  |  |  |  |  |  |  |  |  |  |  |  |
|  | 6. Conde Pedro María de Polignac                      |  |  |  |  |  |  |  |  |  |  |  |  |  |  |  |
|  |                                                       |  |  |  |  |  |  |  |  |  |  |  |  |  |  |  |
|  |                                                       |  |  |  |  |  |  |  |  |  |  |  |  |  |  |  |
|  | 26. Isidoro Fernando de la Torre y Carsí              |  |  |  |  |  |  |  |  |  |  |  |  |  |  |  |
|  |                                                       |  |  |  |  |  |  |  |  |  |  |  |  |  |  |  |
|  |                                                       |  |  |  |  |  |  |  |  |  |  |  |  |  |  |  |
|  | 13. Susana Mariana de la Torre y Mier                 |  |  |  |  |  |  |  |  |  |  |  |  |  |  |  |
|  |                                                       |  |  |  |  |  |  |  |  |  |  |  |  |  |  |  |
|  |                                                       |  |  |  |  |  |  |  |  |  |  |  |  |  |  |  |
|  | 27. María Luisa de Mier y Celis                       |  |  |  |  |  |  |  |  |  |  |  |  |  |  |  |
|  |                                                       |  |  |  |  |  |  |  |  |  |  |  |  |  |  |  |
|  |                                                       |  |  |  |  |  |  |  |  |  |  |  |  |  |  |  |
|  | 3. Princesa Antonieta de Mónaco, Baronesa de Massy    |  |  |  |  |  |  |  |  |  |  |  |  |  |  |  |
|  |                                                       |  |  |  |  |  |  |  |  |  |  |  |  |  |  |  |
|  |                                                       |  |  |  |  |  |  |  |  |  |  |  |  |  |  |  |
|  | 28. Alberto I de Mónaco                               |  |  |  |  |  |  |  |  |  |  |  |  |  |  |  |
|  |                                                       |  |  |  |  |  |  |  |  |  |  |  |  |  |  |  |
|  |                                                       |  |  |  |  |  |  |  |  |  |  |  |  |  |  |  |
|  | 14. Luis II de Mónaco                                 |  |  |  |  |  |  |  |  |  |  |  |  |  |  |  |
|  |                                                       |  |  |  |  |  |  |  |  |  |  |  |  |  |  |  |
|  |                                                       |  |  |  |  |  |  |  |  |  |  |  |  |  |  |  |
|  | 29. María Victoria Douglas-Hamilton                   |  |  |  |  |  |  |  |  |  |  |  |  |  |  |  |
|  |                                                       |  |  |  |  |  |  |  |  |  |  |  |  |  |  |  |
|  |                                                       |  |  |  |  |  |  |  |  |  |  |  |  |  |  |  |
|  | 7. Princesa Carlota de Mónaco, Duquesa de Valentinois |  |  |  |  |  |  |  |  |  |  |  |  |  |  |  |
|  |                                                       |  |  |  |  |  |  |  |  |  |  |  |  |  |  |  |
|  |                                                       |  |  |  |  |  |  |  |  |  |  |  |  |  |  |  |
|  | 30. Jacques Henri Louvet                              |  |  |  |  |  |  |  |  |  |  |  |  |  |  |  |
|  |                                                       |  |  |  |  |  |  |  |  |  |  |  |  |  |  |  |
|  |                                                       |  |  |  |  |  |  |  |  |  |  |  |  |  |  |  |
|  | 15. Marie Juliette Louvet                             |  |  |  |  |  |  |  |  |  |  |  |  |  |  |  |
|  |                                                       |  |  |  |  |  |  |  |  |  |  |  |  |  |  |  |
|  |                                                       |  |  |  |  |  |  |  |  |  |  |  |  |  |  |  |
|  | 31. Josephine Elmire Piedefer                         |  |  |  |  |  |  |  |  |  |  |  |  |  |  |  |
|  |                                                       |  |  |  |  |  |  |  |  |  |  |  |  |  |  |  |
|  |                                                       |  |  |  |  |  |  |  |  |  |  |  |  |  |  |  |